# Somateria mollissima
L'edredone comune (Somateria mollissima [Linnaeus, 1758]) è una grande anatra marina appartenente alla famiglia degli Anatidi.

## Descrizione

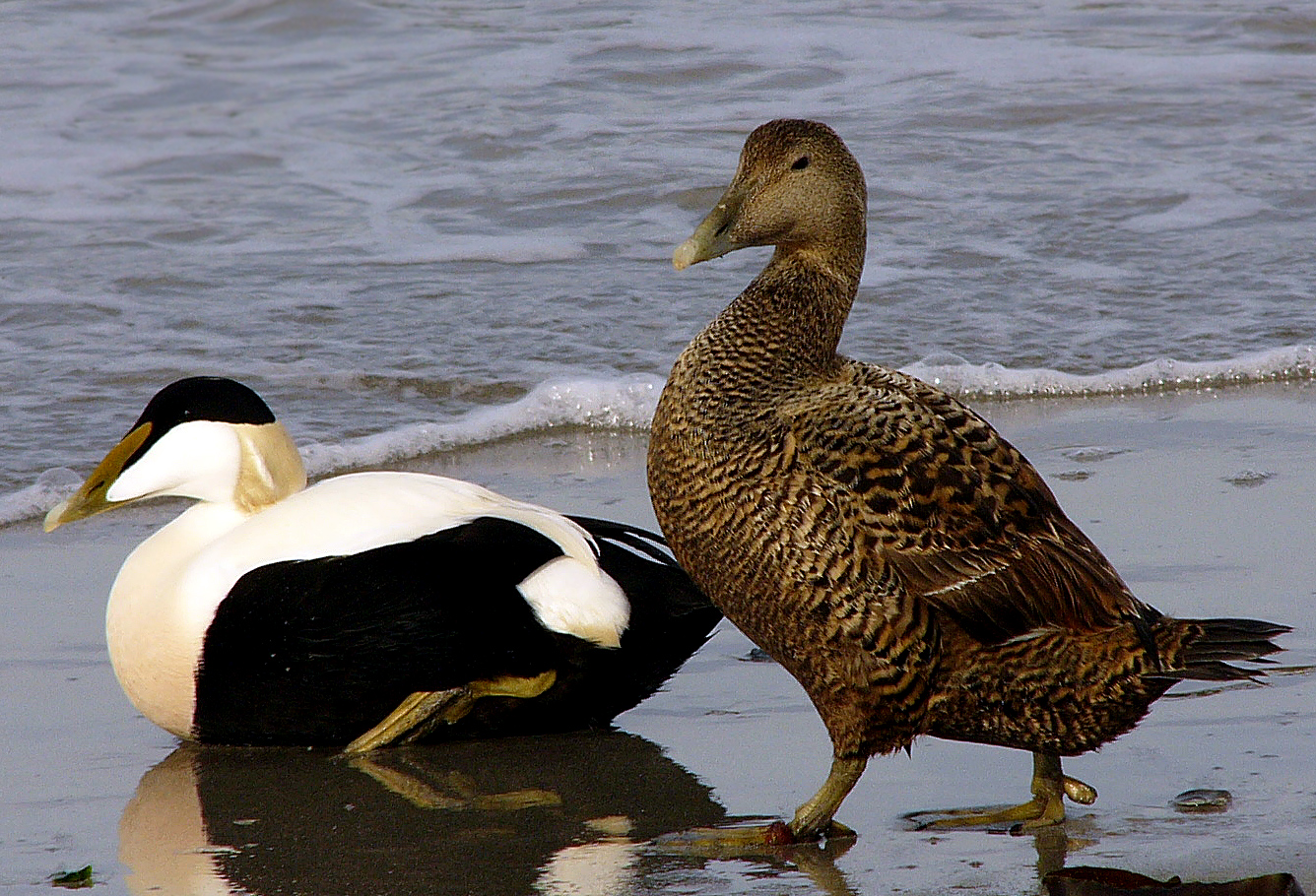
A sinistra un maschio adulto, a destra una femmina

L'edredone comune è caratteristico per la sua forma corpulenta e per il suo grande becco a forma di zeppa. Il maschio è inconfondibile, con il suo piumaggio bianco e nero e la nuca verde. La femmina è un uccello bruno, ma nonostante questo si può ancora distinguere da tutte le altre anatre, ad eccezione delle altre specie di edredoni, sulla base delle dimensioni e della forma della testa. La lunghezza del corpo è compresa tra 50–71 cm. Il richiamo di quest'anatra è un grazioso "aa-uuu". Questa specie è spesso facilmente avvicinabile.
I maschi delle razze europea, nordamericana orientale e asiatica/nordamericana occidentale si possono distinguere tra loro per piccole differenze nel piumaggio e per il colore del becco.

## Distribuzione e habitat
È distribuita sulle coste settentrionali di Europa, Nordamerica e Siberia orientale. Nidifica nell'Artide e in alcune regioni temperate settentrionali, ma sverna un po' più a sud, nelle zone temperate, dove può formare stormi numerosi sulle acque costiere.

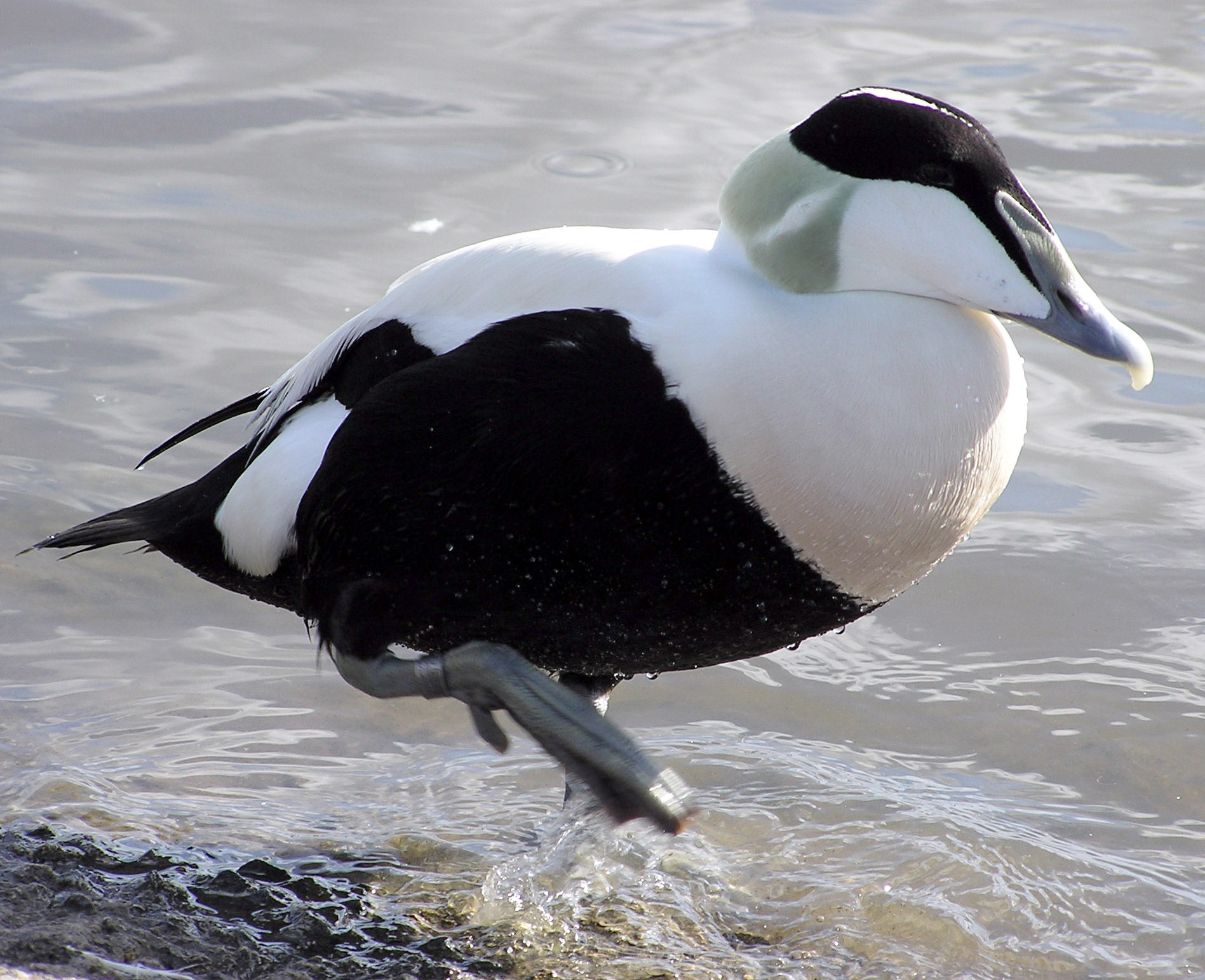
Edredone comune allo zoo di Bristol, Inghilterra

## Biologia

### Comportamento
È stato provato recentemente che gli edredoni sono nidificatori cooperativi: le femmine di queste anatre collaborano tra di loro e si dividono il compito di allevare gli anatroccoli e nel gruppo ognuna di loro assume un ruolo distinto dopo un periodo di intensa socializzazione ("negoziazione").

### Riproduzione
Il nido dell'edredone viene costruito nei pressi del mare ed è costituito dal celebre piumino di edredone, ricavato dal petto della femmina. Questo materiale caldo e soffice è stato raccolto per molto tempo allo scopo di confezionare guanciali e trapunte, ma in epoca più recente è stato largamente rimpiazzato dal piumino di oche domestiche da allevamento e da materiali sintetici. Nonostante i guanciali o le trapunte di vero piumino di edredone costituiscano attualmente una rarità, la raccolta di questo materiale viene ancora effettuata ed è ecologicamente sostenibile, dal momento che viene fatta dopo che gli anatroccoli hanno lasciato il nido, con nessun danno, quindi, per questi uccelli.
Ad ogni stagione riproduttiva vengono deposte 4-7 uova.

### Alimentazione
Questa specie si immerge alla ricerca di crostacei e molluschi, e il suo cibo preferito è costituito dalle cozze, che ingoiano intere, senza frantumarle.

## Conservazione
È molto numeroso, con popolazioni di circa 1,5-2 milioni di uccelli sia in Nordamerica che in Europa, e un numero sconosciuto ancora più grande popola la Siberia orientale (Handbook of the Birds of the World).
Una colonia di edredoni particolarmente famosa vive sulle isole Farne, nel Northumberland, in Britannia. Questi uccelli sono stati oggetto di una delle prime leggi sulla protezione degli uccelli mai emanate, quella stabilita da San Cutberto nell'anno 676. Qua nidificano ancora ogni anno circa 1000 coppie. Dal momento che San Cutberto è il santo patrono del Northumberland, è naturale che l'edredone sia stato scelto come uccello emblema della contea; in quell'area questi uccelli vengono ancora spesso indicati come anatre di Cuddy, essendo "Cuddy" la forma familiare di "Cuthbert".
L'edredone comune è una delle specie protette dall'Agreement on the Conservation of African-Eurasian Migratory Waterbirds (AEWA).

## Galleria d'immagini

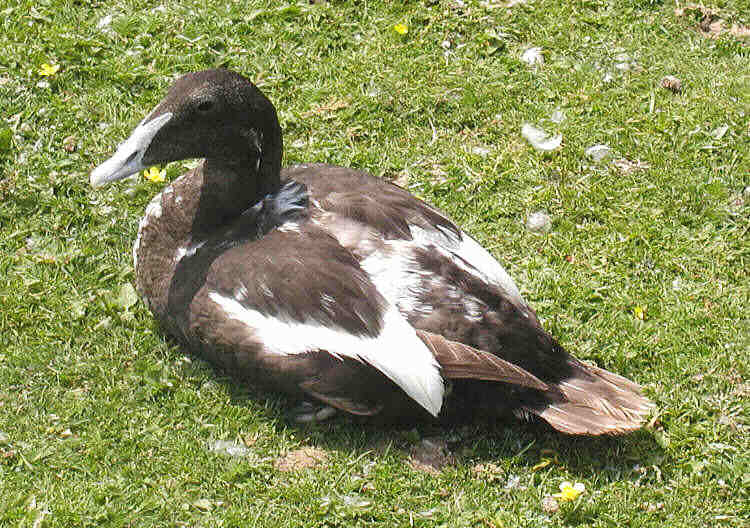
Maschio adulto con piumaggio eclissato
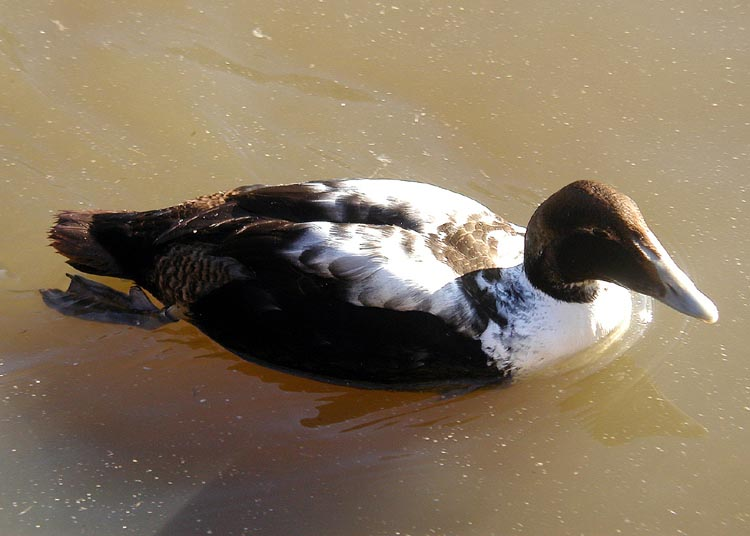
Un maschio con il primo piumaggio invernale. Da notare la similitudine con il piumaggio eclissato adulto.
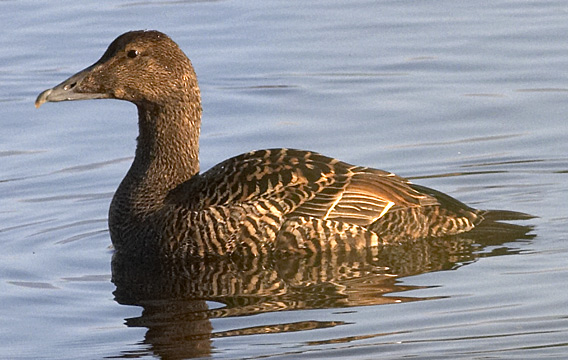
Femmina
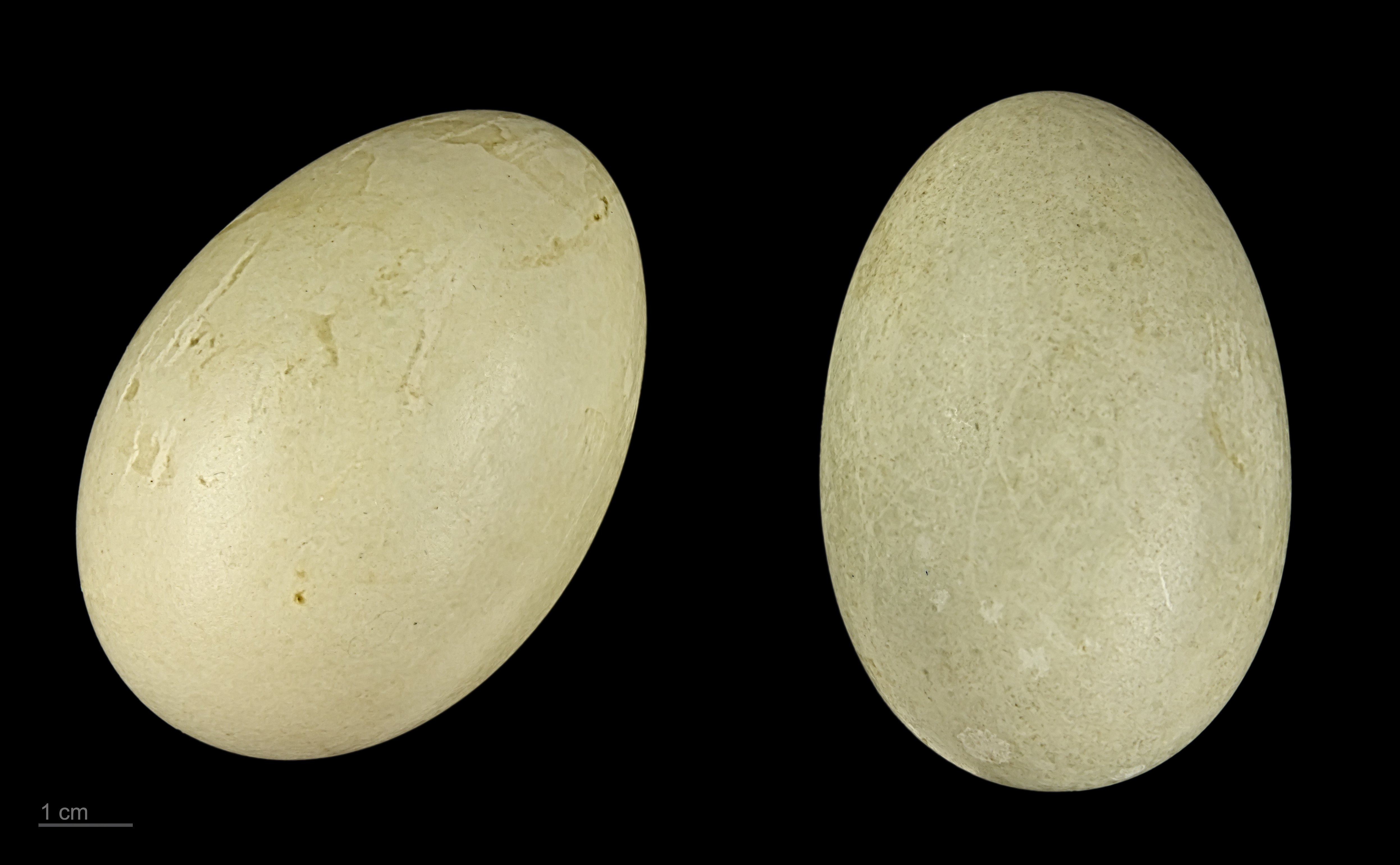
Uova